# 欣普羅光電
欣普羅光電，原名歐普羅光電股份有限公司（英語：APPRO PHOTOELECTRON INC.，GTSM：6560 （页面存档备份，存于）），成立於1999年10月5日，
屬於光學電子領域的專業設計公司，主要於專業影像處理技術、軟硬體開發及系統整合，和開發TI數字信號處理為核心系統相關產品及DSC中的多媒體產品，提供客戶客製化零組件及商品委外代工量產製作。在現任總經理陳義文先生推動之下，欣普羅光電於2016年1月24日登錄興櫃掛牌交易。

## 主要業務
欣普羅光電現在主要開發產品有網路攝影機、隨身式監控錄影機、行車用監控錄影機及各類影像相關產品。在2017年致力開發美國執法儀客戶、VR計畫及日本保險公司行車記錄器三大案，但尚未有成果。

## 外部連結
- APPRO PHOTOELECTRON INC. （页面存档备份，存于）
- 股價飆漲停[永久]中時電子報.[2017-05-27]
- 三大利器攻美日市場 （页面存档备份，存于）聯合新聞網.中央社[2016-12-26]